# 694
694(육백구십사)는 693보다 크고 695보다 작은 자연수다.

## 수학
- 합성수로, 그 약수는 1, 2, 347, 694다. 진약수의 합은 350이므로, 694는 부족수다.
  - 208번째 반소수다. 앞의 반소수는 689, 다음 반소수는 695다.
- 22번째 중심있는 삼각수다. 앞의 중심있는 삼각수는 631, 다음은 760이다.
- {\displaystyle 694=120+153+190+231}
  - 연속하는 네 육각수의 합으로 나타낼 수 있는 수다. 이 성질을 지닌 앞의 수는 554, 다음 수는 850이다.
- {\displaystyle 694=3^{6}-(6^{2}-1)}

## 과학
- NGC 694(영어판): 양자리 방향에 있는 나선은하.
- 694 이카드(영어판): 소행성.

## 교통
- 주간고속도로 제694호선(영어판): 미국의 주간고속도로.
- 현도 제694호선

## 군사
- SC-694(영어판): 제2차 세계 대전에 사용된 미국의 구잠정.

## 문화유산
- 대한민국의 보물 제694호: 불조삼경

## 기타
- 연도: 694년, 기원전 694년